# 凌汛
凌汛，俗称冰排，是有结冰期的河流常见的一种自然现象，是冰淩对水流产生阻力而引起的江河水位明显上涨的水文现象。冰淩有时可以聚集成冰塞或冰坝，造成水位大幅度抬高，最终漫滩或决堤，称为淩洪。 在冬季的封河期和春季的开河期都有可能发生淩汛。黄河宁夏段总长397公里，一般自每年12月中下旬开始出现流淩，次年1月上旬封河，2月中下旬开河。受特殊自然地理条件影响，黄河宁夏段封河时由北向南、先下游后上游，开河时由南向北、先上游后下游，几乎年年都发生程度不同的淩汛灾害。
通俗地说，就是水的表面有冰层，且破裂成块状，冰下有水流，带动冰块向下游运动，当河堤狭窄时冰层不断堆积，造成对堤坝的压力过大，即为淩汛。
中国北方的大河，如黄河、黑龙江、松花江，容易发生淩汛。